# Storia della moda 1920-1929

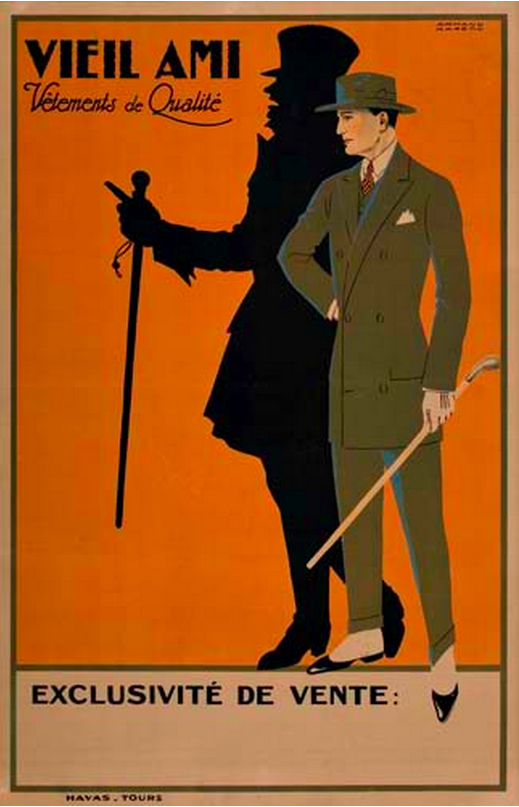
un manifesto del "viel amì" del 1920

Dopo la prima guerra mondiale, nella moda maschile vi furono forti influenze militari.
le giacche erano tagliate regolari e caratterizzate da bottoni posti più in alto, spesso si avevano mezze cinte sulla schiena, o aperture sulla schiena
note come "placche", le tasche, se a toppa o a pattina nei contesti meno formali potevano essere chiuse con un bottone, e talvolta quelle a pattina avevano una conformazione simile alla mascherina "a coda di rondine" nelle scarpe e sempre nei contesti meno formali vi era un ulteriore pezzo di stoffa sulle spalle, e alla fine del decennio divennero meno articolate e più simili a quelle degli anni'30 ed erano più lunghe .
i pantaloni erano a cavallo estremamente alto e tagliati affusolati ma a fine decennio divennero tagliati spaziosi, e nei contesti meno formali erano alla zuava e tenuti spesso su con le bretelle di solito con il "baffo" in pelle.
Il panciotto era molto presente e in questo decennio si diffusero quelli a doppiopetto, di solito indossati sotto una giacca a uno o due bottoni.
Le camicie avevano i colletti staccabili, spesso rigidi e inamidati, per quanto ce ne fossero anche di morbidi, ma sempre attaccati con uno "stud", vi erano anche gioielli noti come " collar clip" negli stati uniti e chiamati in italia, "ferma-colletto"  i quali servivano a sollevare il nodo della cravatta, potevano avere morsetti o potevano essere costituiti da due pezzi di metallo saldati insieme.
i colori e i motivi erano particolarmente sgargianti negli stati uniti, ciò è stato espresso molto bene nella serie televisiva "boardwalk empire" e in italia e in europa in generale si restò fermi a grigio marrone, blu scuro, avorio, beige, e in contesti meno formali il verde. I cappelli in ambito maschile erano, lobbia, fedora, coppole, panama, pagliette, e iniziarono a diffondersi, in contesti sportivi, trilby e pork pie